# Too Much
Too Much és una sèrie de televisió de comèdia romàntica creada per Lena Dunham i Luis Felber, protagonitzada per Megan Stalter i Will Sharpe. Es va estrenar a Netflix el 10 de juliol de 2025 amb subtítols en català.
A la sèrie, la Jessica, de Nova York, comença una nova vida a Londres després d'una ruptura completament desastrosa i troba una connexió amb en Felix.
El rodatge va tenir lloc a Beaconsfield (Buckinghamshire) el febrer de 2024. El rodatge també va tenir lloc a Londres el 2024.